# Musica rituale del Bön
Nella prassi rituale del Bön, la religione autoctona tibetana, è centrale il canto dei monaci e l'uso di alcuni aerofoni, idiofoni e membranofoni. 
Strumenti  impiegati sono la campanella (gshang), il tamburo a clessidra (damaru), i cimbali (rol-mo, di piccolo e grande diametro), campana, tamburi a cornice, trombe di conchiglia (dung-dkar), trombe di femore umano, trombe telescopiche (dung-chen, anche oltre 3 metri) e oboi (rgya-gling). 
Il canto Bönpo è contraddistinto da un testo spesso nell'antica lingua dello Zhang Zhung, diversa dal tibetano. L'impostazione vocale dei monaci Bönpo trova molti punti di contatto con quella del canto liturgico buddhista tibetano, pur mantenendo delle sue specificità. La salmodia delle liturgia Bönpo, similmente a quella buddhista, è caratterizzata dall'impiego della parte più grave del registro basso della voce.